# Zollbrücke
Zollbrücke ist ein Wohnplatz im Ortsteil Zäckericker Loose der amtsangehörigen Gemeinde Oderaue im Landkreis Märkisch-Oderland. Oderaue wird vom Amt Barnim-Oderbruch verwaltet.

## Geographische Lage
Zollbrücke liegt 16 Kilometer nordöstlich von Wriezen direkt an der Oder.

## Geschichte

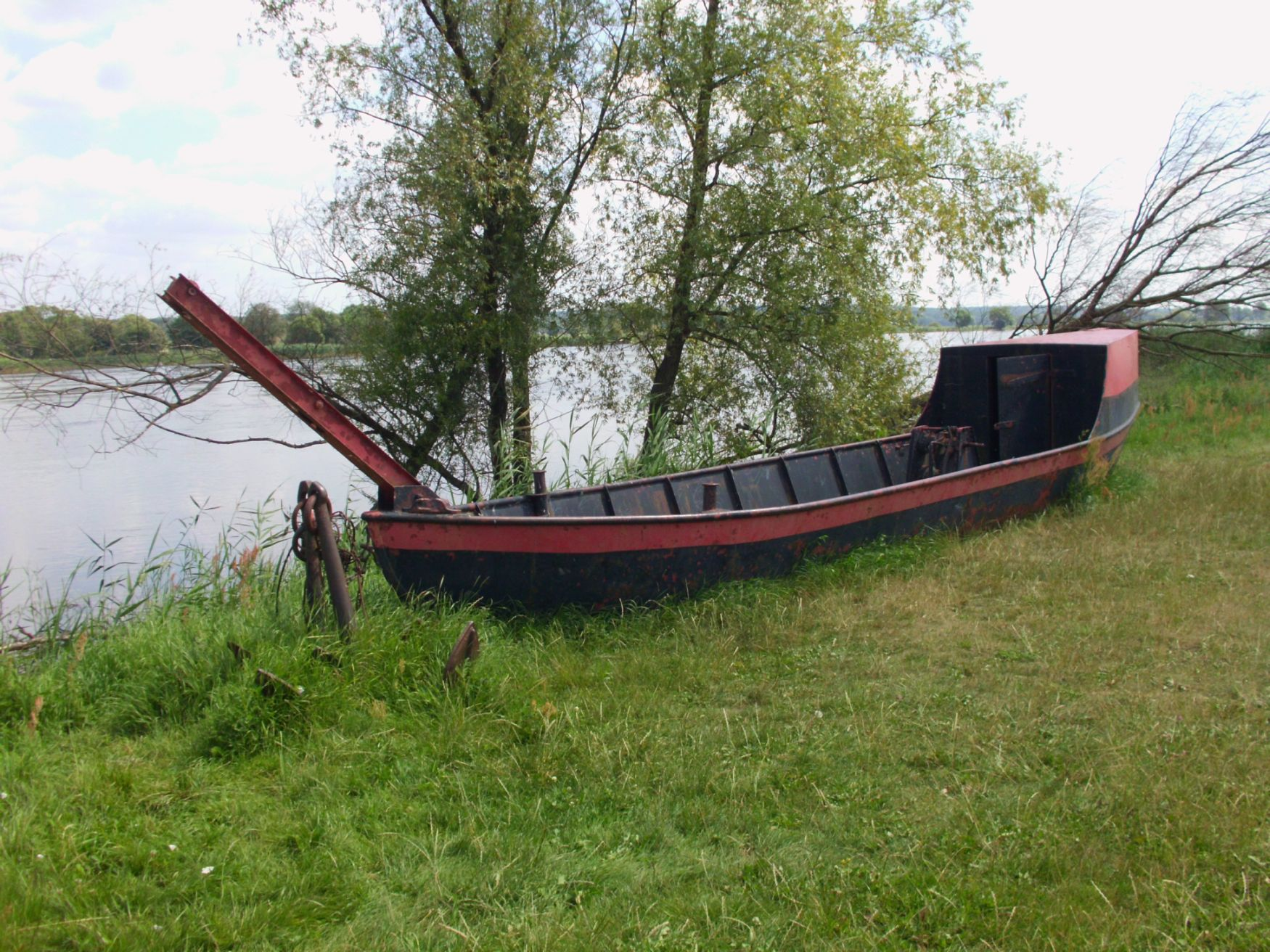
Alter Zollbrücker Handseilfährkahn

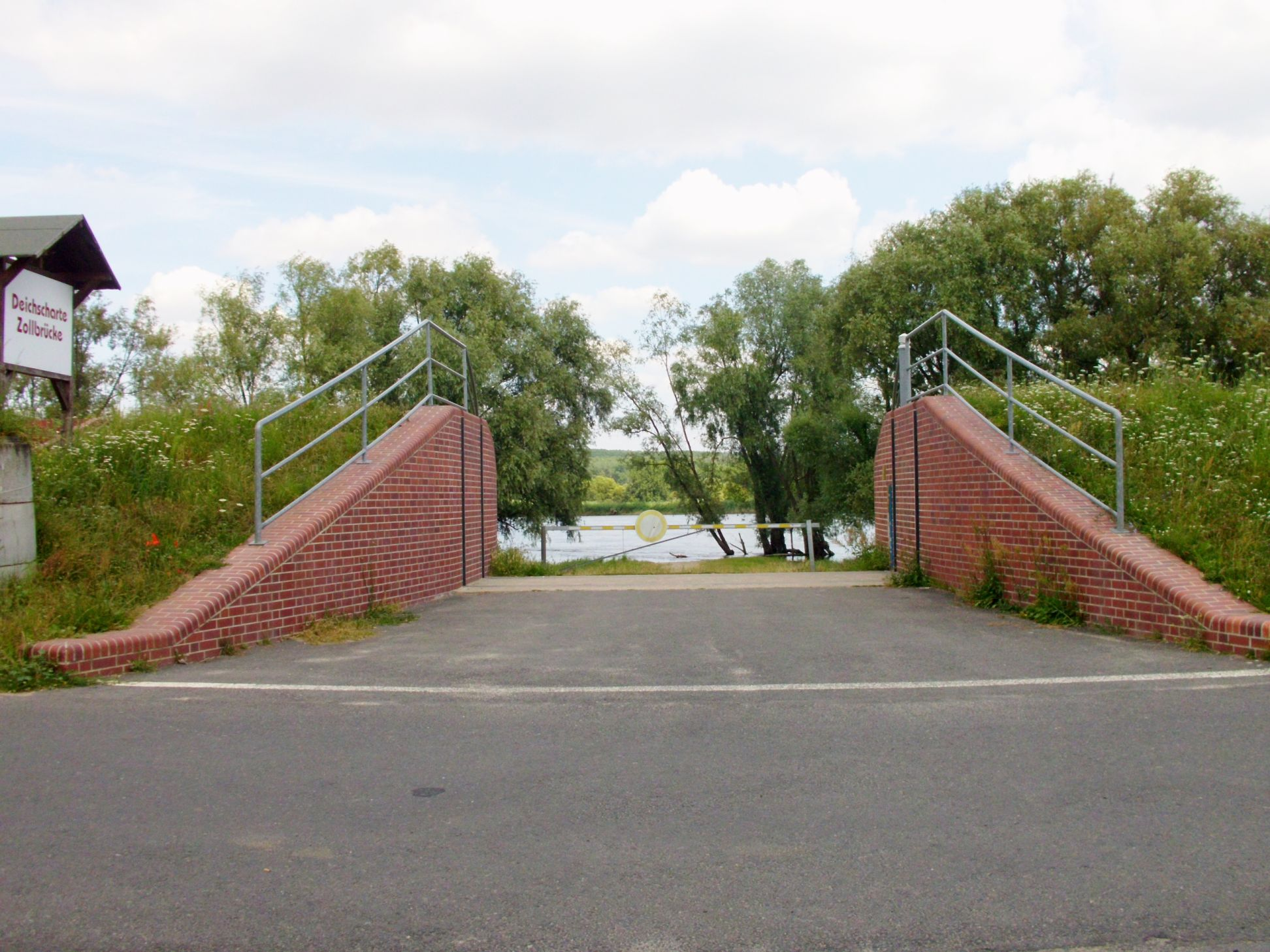
Deichscharte Zollbrücke

Der Ort Zollbrücke entstand nach der Oderregulierung. Im Jahr 1755 errichteten erste Siedler eine Holzbrücke über die Oder und verlangten für das Überqueren der Brücke Zoll. Der entstehende Ort wurde nach der Brücke benannt. Die Bauern aus Zäckerick (heute Siekierki) nutzten das Bauwerk, um ihre Ländereien im Oderbruch betreten zu können. 1806 zerstörte ein Eishochwasser die Brücke. Sie wurde baufällig und durch eine Fähre ersetzt. Der Betrieb der Fähre wurde im Jahre 1945 nach dem Zweiten Weltkrieg eingestellt. Die Deichscharte verblieb als Öffnung und wurde zum Wahrzeichen des Hochwasserschutzes im Oderbruch.
Das Hochwasser im Jahr 1997 beschädigte den Wohnplatz schwer. Nach der Flut wurde der Deich in Höhe des Dammmeisterhauses um rund sechs Meter in Richtung Oder verlegt. Bei den Bauarbeiten musste die alte Deichscharte entfernt werden. Es entstand eine neue Scharte, deren Sohle mit Eisen bewehrt und mit einem Spezialbeton ausgegossen wurde. Die Seitenwände erhielten eine Verblendung mit Klinkern und ein Geländer. An dieser Stelle ist der Deich einen Meter höher als der bislang gemessene Hochwasserstand von 9,55 Meter über Normalnull am 22. März 1940.

## Baudenkmale und ein Theater
Zwei Häuser in Zollbrücke stehen unter Denkmalschutz.
- Zollbrücke 5: Das Haus steht am Hang zum Deich der Oder. Erbaut wurde das Haus in der ersten Hälfte des 19. Jahrhunderts. Das Haus hat zur Deichseite ein Geschoss, zur Landseite zwei Geschosse, jedes Geschoss hat einen eigenen Eingang von der Deichseite beziehungsweise von der Landseite. Das Haus ist ein Fachwerkhaus mit Satteldach.
- Zollbrücke 10: Das Dammmeistergehöft befindet sich am Deich der Oder. Hier wohnten die Dammmeister. Das Wohnhaus, in der zweiten Hälfte des 18. Jahrhunderts erbaut, verfügt zur Deichseite über eine Etage, zur Landseite über zwei Etagen und wird mit einem Satteldach abgeschlossen. Die Scheune und das Stallgebäude, Ende des 19. Jahrhunderts errichtet, sind Fachwerkgebäude (siehe Einleitungsbild).

- An der Hauptstraße (Zollbrücke 16) befinden sich Reste eines Gehöfts, die der Schauspieler Thomas Rühmann und der Musiker Tobias Morgenstern erworben haben. Sie bauten die Anlage überwiegend mit Naturmaterialien schrittweise zu einem Theater aus (begonnen mit 32 Sitzplätzen) und nannten die Kulturstätte Theater am Rand. Den Besuchern werden zeitgenössisch adaptierte Stücke nach literarischen Vorlagen, beispielsweise Mitten in Amerika nach einem Roman von Annie Proulx, in mehreren Vorstellungen pro Tag geboten. Weitere zehn Stücke stehen auf dem Programm. Das kleine Ensemble besteht aus insgesamt fünf Personen, die in sparsam ausgestatteten Inszenierungen auftreten. Die Resonanz und Akzeptanz ist beeindruckend, zumal Theaterinteressenten entweder mit eigenen Fahrzeugen oder mit Bussen anreisen müssen.[4]